# Uetersen
Uetersen (IPA: [ˈyːtɐzən]) é uma cidade do norte da Alemanha localizada perto de Hamburgo, no distrito de Pinneberg do estado de Schleswig-Holstein.
Está localizada a 30 km ao norte de Hamburgo, pelo rio Pinnau, perto do Elba.